# Prova femenina de Rifle d'aire 10m als JJOO París 2024

Centre Nacional de Tir Esportiu, a Chateauroux

La prova femenina de rifle d'aire 10 metres als Jocs Olímpics de París 2024 serà l'11a edició de l'esdeveniment femení en unes Olimpíades. La prova es disputarà entre el 28 i el 29 de juliol de 2024 al Centre Nacional de Tir, a la ciutat de Chateauroux.
La tiradora xinesa Yang Qian és l'actual campiona de la disciplina olímpica després de guanyar la medalla d'or als Jocs Olímpics de Tòquio 2020, per davant la russa Anastasiia Galashina i de la suïssa Nina Christen, qui van guanyar la medalla de plata i de bronze respectivament.
L'equip de la Xina és qui més medalles ha guanyat amb 3 medalles d'or, 1 de plata i 4 de bronze, en les 10 edicions que la prova de 10 metres de rifle ha estat present als Jocs Olímpics. La xinesa Du Li és la tiradora més guardonada en la història de l'esdeveniment amb una medalla d'or i una altra de plata.

## Format
Les tiradores classificades s'han reduït de les 51 que hi va haver a Tòquio, fins a les 29 que hi haurà en aquesta edició.
La competició començarà amb la fase eliminatòria, on participaran les 29 tiradores classificades. Totes elles, dispararan 60 trets per classificar-se i les 8 amb millor puntuació, passaran a la final. La final, consistirà en dues fases: l'eliminació i el partit de medalla (Medal Match). Les 8 atletes començaran de 0 i dispararan 3 sèries de 5 trets cadascuna, amb puntuació decimal. Després d'aquests primers 15 trets, es decidiran les posicions 7 i 8. Després d'una nova sèrie de 5 trets, es decidiran les posicions 5 i 6. Amb els següents 5 trets, es decidirà la 4a posició i la medalla de bronze. Les dues últimes tiradores passaran a la final on començaran des de zero i dispararan un sol tret per ronda. Cada encert, seran 2 punts (si empaten, serà 1 punt per jugadora). Guanyarà la medalla d'or qui arribi primer als 16 punts.

## Classificació
França, com a país amfitrió ja té assignada una plaça a la prova. Les 4 places següents es van assignar en el Campionat del Món de Rifle i Pistola de 2022. A partir d'aquí, les places s'assignaran en diferents tornejos i proves a nivell continental o mundial, que es disputaran entre el 2023 i el 9 de juny de 2024. Finalment entre les tiradores que encara no estiguin classificades, s'assignarà una plaça segons el rànquing mundial olímpic ISSF i dues més segons el criteri de places universals, per garantir la diversitat de les participants. Cal tenir en compte que cada país, podrà tenir com a màxim dues competidores a la prova.
| Esdeveniment                         | Data                         | Seu              | Places | País          | Atleta                   |
| ------------------------------------ | ---------------------------- | ---------------- | ------ | ------------- | ------------------------ |
| Campionat del Món de Rifle & Pistola | 12 - 25 octubre 2022         | Caire            | 4      | Estats Units  | Alison Weisz             |
| Campionat del Món de Rifle & Pistola | 12 - 25 octubre 2022         | Caire            | 4      | Xina          | Huang Yuting             |
| Campionat del Món de Rifle & Pistola | 12 - 25 octubre 2022         | Caire            | 4      | Polònia       | Julia Ewa Piotrowska     |
| Campionat del Món de Rifle & Pistola | 12 - 25 octubre 2022         | Caire            | 4      | Corea del Sud | Keum Ji-hyeon            |
| Campionat d'Amèrica de Tir           | 6 - 13 novembre 2022         | Lima             | 1      | Estats Units  | Mary Tucker              |
| Campionat d'Europa 10 m              | 5 - 13 març 2023             | Tallinn          | 2      | Noruega       | Jeanette Hegg Duestad    |
| Campionat d'Europa 10 m              | 5 - 13 març 2023             | Tallinn          | 2      | Regne Unit    | Seonaid Mcintosh         |
| Jocs Europeus                        | 21 juny - 2 juliol 2023      | Cracòvia         | 1      | Suïssa        | Nina Christen            |
| Campionat del món de Tir             | 14 - 31 agost 2023           | Bakú             | 4      | Xina          | Han Jiayu                |
| Campionat del món de Tir             | 14 - 31 agost 2023           | Bakú             | 4      | Índia         | Mehuli Ghosh             |
| Campionat del món de Tir             | 14 - 31 agost 2023           | Bakú             | 4      | Iran          | Shermineh Chehel Amirani |
| Campionat del món de Tir             | 14 - 31 agost 2023           | Bakú             | 4      | Suïssa        | Audrey Gogniat           |
| Campionat d'Àfrica de Tir            | 1 - 10 octubre 2023          | Caire            | 2      | Algèria       | Houda Chaabi             |
| Campionat d'Àfrica de Tir            | 1 - 10 octubre 2023          | Caire            | 2      | Egipte        | Remas Khalil             |
| Jocs Panamericans                    | 20 octubre - 5 novembre 2023 | Santiago de Xile | 1      | Argentina     | Fernanda Russo           |
| Campionat d'Àsia de Tir              | 22 octubre - 2 novembre 2023 | Changwon         | 2      | Corea del Sud | Kwon Eun-ji              |
| Campionat d'Àsia de Tir              | 22 octubre - 2 novembre 2023 | Changwon         | 2      | Índia         | Sen Tilottama            |
| Campionat d'Oceania de Tir           | 30 octubre - 6 novembre 2023 | Brisbane         | 1      | Austràlia     | Elise Collier            |
| Campionat d'Àsia de Rifle & Pistola  | 5 - 18 gener 2024            | Jakarta          | 2      | Vietnam       | Le Thi Mong Thuyen       |
| Campionat d'Àsia de Rifle & Pistola  | 5 - 18 gener 2024            | Jakarta          | 2      | Iran          | Fatemeh Amini            |
| Campionat d'Europa 10 m              | 24 febrer - 3 març 2024      | Gyor             | 2      | Alemanya      | Anna Janssen             |
| Campionat d'Europa 10 m              | 24 febrer - 3 març 2024      | Gyor             | 2      | França        | Océanne Muller           |
| Campionat d'Amèrica de Tir           | 31 març - 7 abril 2024       | Buenos Aires     | 1      |               |                          |
| Campionat de classificació           | 11 - 19 abril 2024           | Rio de Janeiro   | 2      |               |                          |
| Campionat de classificació           | 11 - 19 abril 2024           | Rio de Janeiro   | 2      |               |                          |
| Rànquing mundial olímpic             | 9 juny 2024                  | -                | 1      |               |                          |
| Places universals                    | -                            | -                | 2      |               |                          |
| Places universals                    | -                            | -                | 2      |               |                          |

## Medaller històric
| Posició | País                      | 1 | 2 | 3 | Total |
| ------- | ------------------------- | - | - | - | ----- |
| 1       | Xina                      | 3 | 1 | 4 | 8     |
| 2       | Estats Units              | 3 | 0 | 0 | 3     |
| 3       | Polònia                   | 1 | 1 | 0 | 2     |
| 3       | Corea del Sud             | 1 | 1 | 0 | 2     |
| 5       | Txèquia                   | 1 | 0 | 1 | 2     |
| 5       | URSS                      | 1 | 0 | 1 | 2     |
| 7       | Rússia                    | 0 | 3 | 0 | 3     |
| 8       | Alemanya                  | 0 | 1 | 0 | 1     |
| 8       | Bulgària                  | 0 | 1 | 0 | 1     |
| 8       | Itàlia                    | 0 | 1 | 0 | 1     |
| 8       | Alemanya de l'est         | 0 | 1 | 0 | 1     |
| 12      | Suïssa                    | 0 | 0 | 1 | 1     |
| 12      | Croàcia                   | 0 | 0 | 1 | 1     |
| 12      | Iugoslàvia                | 0 | 0 | 1 | 1     |
| 12      | Participants Independents | 0 | 0 | 1 | 1     |